# Перепелица, Александр Михайлович
Александр Михайлович Перепелица (1918—1942) — советский военный лётчик. Участник Великой Отечественной войны. Герой Советского Союза (1941). Старший лейтенант.

## Биография
Александр Михайлович Перепелица родился 24 февраля 1918 года на железнодорожной станции Мелитополь Мелитопольского уезда Таврической губернии Донецко-Криворожской Советской Республики (ныне в черте города Мелитополь Запорожской области Украины) в рабочей семье. Украинец.
Окончил семь классов школы и школу ФЗУ в Мелитополе. Затем работал в инструктором в школе ФЗУ.
В ряды Рабоче-крестьянской Красной Армии А. М. Перепелица был призван Мелитопольским райвоенкоматом Днепропетровской области Украинской ССР в 1937 году и направлен в Качинскую Краснознамённую военную авиационную школу им. А. Ф. Мясникова, которую он окончил 1938 году. Перед войной служил в Киевском особом военном округе.
В первые часы войны материальная часть подразделения, в котором служил младший лейтенант А. М. Перепелица, была уничтожена. Лётный и технический состав был эвакуирован в тыл. В августе 1941 года из оставшихся в распоряжении Юго-Западного фронта бипланов И-153 была сформирована отдельная истребительная авиационная эскадрилья, которая пошла на усиление 44-й истребительной авиационной дивизии. Младший лейтенант А. М. Перепелица был назначен в эту эскадрилью командиром авиационного звена. К началу сентября 1941 года на базе отдельной истребительной авиационной эскадрильи был сформирован 271-й истребительный авиационный полк. 5 сентября 1941 года 3-я авиационная эскадрилья под командованием капитана Фаткулина убыла на Южный фронт под Днепропетровск. В качестве отдельной авиационной эскадрильи была включена в состав 44-й истребительной авиационной дивизии, входившей в ВВС 6-й армии Юго-Западного фронта.
Являясь номинально истребительной, отдельная эскадрилья, вооружённый устаревшими самолётами (И-153), была способна выполнять только штурмовые операции. К ноябрю 1941 года младший лейтенант А. М. Перепелица совершил 61 успешный боевой вылет, из которых 42 — на штурмовку наземных войск противника, 12 — на разведку и 10 — на сопровождение бомбардировщиков. В ходе штурмовок он уничтожил 6 танков, 32 автомашины с военными грузами и войсками, 125 подвод, 4 орудия полевой артиллерии и до 800 солдат и офицеров противника. Авиационное звено под командованием Александра Михайловича совершило 161 боевой вылет, в ходе которых было уничтожено 8 танков, 98 автомашин, 160 повозок с грузами и до 2500 военнослужащих вермахта. 21 октября 1941 года во время выполнения боевого задания самолёт Перепелицы был повреждён и совершил вынужденную посадку на линии фронта. Александр Михайлович сумел мобилизовать отступавших пехотинцев, с помощью которых он вывел самолёт из-под обстрела, после чего на волах перевёз его на станцию Барвенково, откуда на железнодорожной платформе доставил его в свою часть.
20 ноября 1941 года за образцовое выполнение боевых заданий командования на фронте борьбы с немецкими захватчиками и проявленные при этом отвагу и геройство младшему лейтенанту Александру Михайловичу Перепелице указом Президиума Верховного Совета СССР было присвоено звание Героя Советского Союза.
4 ноября 1941 года истребительному авиационному полку 44-й истребительной авиационной дивизии был присвоен боевой номер 92. Полк по-прежнему привлекался в основном для нанесения штурмовых ударов по скоплениям войск противника и разрушения его инфраструктуры. Александр Михайлович участвовал в Барвенково-Лозовской операции, в боях за плацдарм на правом берегу Северского Донца, прошёл путь от младшего лейтенанта до старшего лейтенанта, был назначен командиром авиационной эскадрильи. В мае 1942 года старший лейтенант А. М. Перепелица участвовал в Харьковской операции. При выполнении задания по уничтожению моста в районе города Змиёва Харьковской области в воздушном бою самолёт Александра Михайловича был сбит и упал в районе села Тарановка.
Тело лётчика было захоронено местными жителями на сельском кладбище. В 1943 году после освобождения села Красной Армией его останки были перезахоронены в братской могиле советских воинов, погибших при освобождении Тарановки.

## Награды
- Медаль «Золотая Звезда» (20.11.1941).
- Орден Ленина (20.11.1941).

## Память
- На здании аэроклуба, где ранее располагалась Мелитопольская авиационная школа, в которой обучался Герой, 17 августа 2013 года установлена мемориальная доска[7]. Имя Александра Перепелицы носит Мелитопольский профессиональный лицей железнодорожного транспорта[8].

## Документы
- Общедоступный электронный банк документов «Подвиг Народа в Великой Отечественной войне 1941—1945 гг.» Дата обращения: 2 июня 2012. Архивировано из оригинала 13 марта 2012 года.

Представление к званию Героя Советского Союза. Дата обращения: 2 июня 2012. Архивировано 23 сентября 2012 года.
- Обобщенный банк данных «Мемориал». Дата обращения: 2 июня 2012. Архивировано из оригинала 10 мая 2012 года.

ЦАМО, ф. 56, оп. 12220, д. 38. Дата обращения: 2 июня 2012. Архивировано 23 сентября 2012 года.
ЦАМО, ф. 58, оп. 818883, д. 928. Дата обращения: 2 июня 2012. Архивировано 23 сентября 2012 года.
Информация из списка захоронения. Дата обращения: 2 июня 2012. Архивировано 23 сентября 2012 года.